# Pavel Bartoș
Pavel Bartoș (n. 20 ianuarie 1975, Miercurea Ciuc) este un actor român de teatru, film și televiziune, prezentator la Vocea României și Românii au talent.

## Scurtă biografie
S-a născut în Miercurea-Ciuc, Harghita, România. A urmat și absolvit cursurile Colegiului Național „Octavian Goga” din orașul natal.
A studiat la Universitatea Babeș-Bolyai din Cluj, Facultatea de Teatru, în clasa profesorului universitar Marius Bodochi. În 1998, a obținut Marele Premiu la Gala Tânărului Actor de la Costinești.
Este căsătorit cu Anca și au împreună trei copii, Eva, Rita și Sofia. A concurat în al șaselea sezon al emisunii Dansez pentru tine alături de Luciana Muntean, clasându-se pe locul al treilea. Este coprezentator al emisiunilor Românii au talent și Vocea României și actor al Teatrului Odeon.

## Filme
- Amen.  (2002) - Locotenent SS 2
- Numai iubirea (2004) - Paul Tănase (2004)
- Păcatele Evei (2005) - Luigi
- Iubire ca în filme (2006) - Bubu
- Războiul sexelor (2007) - Filip
- Îngerașii (2008) - mafiotul Duda
- Ho Ho Ho (2009) - Marin Trailer
- Aniela (2009) - Janos Ionescu Bartok
- Prințesa și Broscoiul (2010) - Facilier (dialog) Trailer
- State și Flacăra: Vacanță la Nisa (2010) - Jules
- Moștenirea (2010) - Jules
- Las Fierbinți (2012)
- Happy Feet Two / Happy Feet 2: Mumble Dansează Din Nou (2011) - Krill-ul Will (dublaj) Trailer
- Tarzan (2013) - Clayton (dialog versiune dublată) Trailer
- Universitatea monștrilor (2013) - Randy (versiune română) Trailer
- Păsări libere (2013) - Reggie (versiune română) Trailer
- The Lego Movie / Marea aventură Lego (2014) - President Business/ Lord Business (dialog versiune dublată) Trailer
- Storks / Berzele (2016) - Junior (versiune română) Trailer
- Ramon (2023) - Ramon

## Premii și nominalizări
- Nominalizare la Marele Premiu la Gala Premiul Hystrion pentru interpretare- Festivalul de Artă Insolita, Cluj (1994)
- Marele Premiu la Gala Tânărului Actor, Costinești (1998, 1999)
- Nominalizare la Premiul de interpretare al Festivalului Teatrelor Minoritare din România (2001)